# يولاندا راموس
يولاندا راموس (بالإسبانية: Yolanda Ramos)‏ هي نجمة سينما ‏ ومقدمة تلفزيونية ومغنية وممثلة إسبانية، ولدت في 4 سبتمبر 1968 ببرشلونة في إسبانيا.

## أعمال

### أفلام
- (2006) العودة[4]

## وصلات خارجية
- يولاندا راموس على موقع IMDb (الإنجليزية)
- يولاندا راموس على موقع ألو سيني (الفرنسية)
- يولاندا راموس على موقع أول موفي (الإنجليزية)
- يولاندا راموس على موقع قاعدة بيانات الأفلام السويدية (السويدية)
- يولاندا راموس على موقع قاعدة بيانات الفيلم (الإنجليزية)
- يولاندا راموس على موقع كينوبويسك (الروسية)